# Річкова акула іравадійська
Річкова акула іравадійська (Glyphis siamensis) — акула з роду Річкова акула родини сірі акули. Натепер є недостатньо вивченою.

## Опис
Загальна довжина досягає 60 см, проте це не максимальна довжина, оскільки цей голотип був молодим самцем. За гіпотезею ця акула має 1-3 м. Зовнішнє нагадує гангську річкову акулу. Голова коротка. Морда округлена. Очі маленькі з мигательною перетинкою. Рот серпоподібний. На обох щелепах присутньо 29 зубів. На верхній щелепі зуби трикутної форми, зазубрені. На нижній — вузькі, шилоподібні, з 2 дрібними боковими зубчиками. Тулуб доволі товстий. Осьовий скелет нараховує 209 хребців. Грудні плавці широкі, довгі, з гострими кінчиками. Має 2 спинних плавця. Передній спинний плавець широкий, у 2 рази перевершує задній. Розташовано позаду грудних плавців. Задній спинний плавець розташовано навпроти анального. Хвостовий плавець гетероцеркальний, верхня лопать значно довше за нижню.
Забарвлення спини сіре з бронзовим або жовтуватим відтінком. Черево має світлий, майже білий, колір.

## Спосіб життя
Воліє до мулового ґрунту з мангровими заростями. Постійно перебуває у каламутній воді. Під час полювання використовує бокову лінію та ампули Лоренціні, з огляду на поганий зір. Живиться костистою рибою та донними безхребетними.
Це живородна акула. Стосовно процесу парування й розмноження немає відомостей.

## Розповсюдження
Мешкає у гирлі річки Іраваді (М'янма). Звідси походить її назва.